# Scirpophaga melanoclista
Scirpophaga melanoclista là một loài bướm đêm trong họ Crambidae.